# Agustín Martínez
Pour les articles homonymes, voir Martínez.
Agustín Martínez, né en 1975 à Lorca, est un romancier et un scénariste espagnol, auteur de roman policier.

## Biographie
Agustín Martínez étudie l'image et le son à l'université complutense de Madrid puis travaille dans le monde de la publicité, avant de se consacrer à l'écriture. 
Il est scénariste pour des courts métrages à la radio et dans des séries télévisées espagnoles de premier plan telles que No Tits No Paradise, The Girl from Yesterday, Crematorium, The Gift of Alba ou Víctor Ros (es).
En 2015, il a publié son premier roman Monteperdido.
En 2018, la série Elena Blanco est parue sous le nom de Carmen Mola, pseudonyme collectif de Jorge Díaz (es), Antonio Santos Mercero (es) et Agustín Martínez,.

## Œuvre

### Romans indépendants
- Monteperdido, Actes Sud, coll. « Actes noirs », 2017 ((es) Monteperdido, 2015), trad. Claude Bleton  (ISBN 978-2-330-07827-0)Réédition, Actes Sud, coll. « Babel noir » no 208, 2018 (ISBN 978-2-330-11359-9)
- La Mauvaise Herbe, Actes Sud, coll. « Actes noirs », 2020 ((es) La mala hierba, 2017), trad. Amandine Py  (ISBN 978-2-330-13375-7)

### Sous le pseudonyme de Carmen Mola

#### SérieElena Blanco
1. La Fiancée gitane, Actes Sud, coll. « Actes noirs », 2021 ((es) La novia gitana, Alfaguara, 2018), trad. Anne Proenza  (ISBN 978-2-330-11829-7)Réédition Actes Sud, coll. « Babel noir » no 251, 2021 (ISBN 978-2-330-14770-9)
2. Le Réseau pourpre, Actes Sud, coll. « Actes noirs », 2021 ((es) La red púrpura, Alfaguara, 2019), trad. Anne Proenza  (ISBN 978-2-330-14926-0)Réédition Actes Sud, coll. « Babel noir » no 279, 2022 (ISBN 978-2-330-16846-9)
3. L'Année du cochon, Actes Sud, coll. « Actes noirs », 2024 ((es) La Nena, Alfaguara, 2020), trad. Anne Proenza  (ISBN 978-2-330-19542-7)
4. (es) Las madres, Alfaguara, 2022
5. (es) El clan, Editorial Planeta, 2024

#### Romans indépendants
- La Bestia, Actes Sud, coll. « Actes noirs », 2022 ((es) La Bestia, Editorial Planeta, 2021), trad. Anne Proenza  (ISBN 978-2-330-17188-9)Réédition Actes Sud, coll. « Babel noir » no 311, 2024 (ISBN 978-2-330-19168-9)
- (es) El Infierno, Editorial Planeta, 2023